# Mychajło Mychajłow
Mychajło Łeonidowycz Mychajłow, ukr. Михайло Леонідович Михайлов, ros. Михаил Леонидович Михайлов, Michaił Leonidowicz Michajłow (ur. 6 lipca 1959 we wsi Olechowszczina, obwodzie leningradzkim, Rosyjska FSRR) – ukraiński piłkarz pochodzenia rosyjskiego, grający na pozycji bramkarza, trener piłkarski.

## Kariera piłkarska

### Kariera klubowa
Wychowanek Zirki Kirowohrad, w którym rozpoczął karierę piłkarską. W maju 1979 przeszedł do Dnipra Dniepropietrowsk, skąd w lipcu 1980 trafił do Dynama Kijów, jednego z najlepszych radzieckich klubów. Tam rywalizował z Wiktorem Czanowem o miejsce podstawowego bramkarza. Po jednym sezonie bronił barw Neftçi PFK i Szachtara Donieck. W 1990 powrócił do Dynama Kijów, w którym występował do czerwca, a w grudniu podpisał kontrakt z greckim klubem Apollon Kalamaria. W 1993 zakończył karierę.

### Kariera reprezentacyjna
Był powoływany do olimpijskiej i pierwszej reprezentacji ZSRR, ale nie występował w oficjalnych meczach.

## Kariera trenerska
Bo zakończeniu kariery piłkarskiej od 1994 pracował na stanowisku trenera bramkarzy w Dynamie Kijów. W grudniu 2006 po raz kolejny zastąpił w Dynamie Czanowa. W latach 2008–2009 pomagał trenować bramkarzy w reprezentacji Ukrainy. W 2010 powrócił do pracy w Dynamie Kijów. Po tym jak Serhij Krakowski podpisał kontrakt z FK Rostów zmienił go na stanowisku trenera bramkarzy w reprezentacji Ukrainy.

## Sukcesy i odznaczenia

### Sukcesy klubowe
- mistrz ZSRR: 1981, 1985
- zdobywca Pucharu ZSRR: 1985
- zdobywca Pucharu Zdobywców Pucharów: 1986

### Sukcesy indywidualne
- wybrany do listy 33 najlepszych piłkarzy ZSRR: 1985.

### Odznaczenia
- tytuł Mistrza Sportu ZSRR w 1981
- tytuł Mistrza Sportu Klasy Międzynarodowej w 1986
- tytuł Zasłużonego Mistrza Sportu ZSRR w 1986
- Order „Za zasługi” III klasy: 2004[5]